# Звуження функції
Звуження функції на підмножину {\displaystyle X} її області визначення {\displaystyle D\supset X} — функція з областю визначення {\displaystyle X}, що збігається з початковою функцією на всій {\displaystyle X}.
Звуження функції {\displaystyle f} на {\displaystyle X} зазвичай позначають {\displaystyle f|_{X}} або {\displaystyle f|X}.
Так, для {\displaystyle f:A\to B}, і {\displaystyle X\subset A}, {\displaystyle g=f|_{X}} означає, що {\displaystyle g:X\to B} і {\displaystyle g(x)=f(x)} для будь-якого {\displaystyle x\in X}.

## Визначення
Нехай дано відображення {\displaystyle f\colon X\to Y} і {\displaystyle M\subset X}.
Функцію {\displaystyle g\colon M\to Y}, яка набуває на {\displaystyle M} тих самих значень, що й функція {\displaystyle f}, називають звуженням (або, інакше обмеженням) функції {\displaystyle f} на множину {\displaystyle M}.

## Варіації та узагальнення
- Найзагальніше визначення звуження реалізується в контексті пучків[уточнити].
- Для функції {\displaystyle f:A\to B} розглядають також звуження на підмножину {\displaystyle A\times B}

## Продовження
Якщо функція {\displaystyle g\colon M\to Y} така, що вона є звуженням для деякої функції {\displaystyle f\colon X\to Y}, то функцію {\displaystyle f}, відповідно, називають продовженням функції {\displaystyle g} на множину {\displaystyle X}.
Маючи деяку функцію {\displaystyle f\colon X\to Y}, її можна продовжити нескінченним числом способів на множину {\displaystyle M\supset X}, зокрема й неперервним способом. Однак, якщо функція {\displaystyle f} — аналітична функція в {\displaystyle X}, то існує єдине аналітичне продовження на {\displaystyle M}.